# Voitia grandis
Voitia grandis là một loài rêu trong họ Splachnaceae. Loài này được D.G. Long mô tả khoa học đầu tiên năm 1999.